# Równica

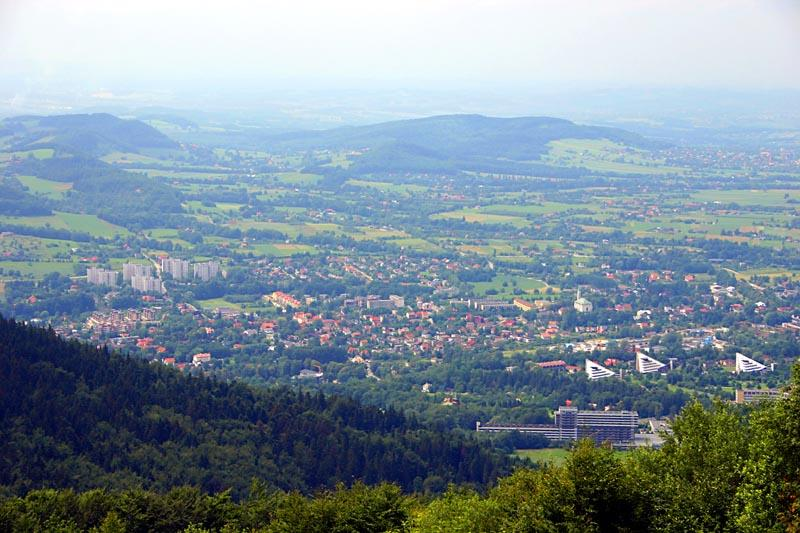
Blick vom Gipfel auf Ustron

Die Równica (deutsch: Tafelberg) ist ein Berg in Polen. Er liegt auf den Gemeindegebieten von Ustroń und Brenna und teilt die Flusstäler der oberen Weichsel und der Brennica. Mit einer Höhe von 885 m ist er der höchste Berg im Równica-Kamm der Schlesischen Beskiden. Der Berg ist ein beliebtes Touristenziel mit vielen Ausblicken auf die benachbarten Gebirge und das Tiefland. In den Wäldern auf dem Südhang wurden zur Zeit der habsburgerischen Gegenreformation geheime protestantische Messen gefeiert. Eine Waldkirche am Wanderweg von Ustroń ist noch erhalten, an der zu besonderen Anlässen weiterhin protestantische Gottesdienste stattfinden.

## Tourismus
- Auf den Gipfel führen mehrere markierte Wanderwege von Ustroń und Brenna sowie eine asphaltierte Straße aus Ustroń.
- Knapp unterhalb des Gipfels befindet sich die PTTK-Berghütte Równica, die Bergpension Skibówki und ein größerer Parkplatz. In der Berghütte hat der Polnische freiwillige Bergrettungsdienst eine Station.
- Auf dem Südhang in Ustroń befinden sich zahlreiche Kureinrichtungen mit einem großen Kurpark.